# Bodedia rufiventris
Bodedia rufiventris là một loài tò vò trong họ Ichneumonidae.